# Hieracium froelichianum
Hieracium froelichianum es una especie de planta con flor del género Hieracium, de la familia Asteraceae, orden Asterales.

## Distribución
Hieracium froelichianum se distribuye por Austria, Córcega, Checoslovaquia, Francia, Alemania, Italia, Polonia, Rumania, Suiza, Ucrania y Yugoslavia.

## Taxonomía
Fue descrita científicamente por Buek.
Tratamiento taxonómico
La especie aparece registrada y publicada en Ind. Candolleana.